# Sine nomine
sine nomine (rövidítése s. n.) latin kifejezés, jelentése: név nélkül. Leginkább publikációs és bibliográfiai listákban (például könyvtári katalógusban) fordul elő, ahol azt jelöli, hogy egy adott mű kiadója (vagy terjesztője stb.) ismeretlen, nincs feltüntetve a műben. Hasonlóan a sine loco (rövidítése s. l.; jelentése helység nélkül) azt jelöli, hogy a kiadás helye ismeretlen.